# دیوید موراوتس
دیوید موراوتس (انگلیسی: David Moravec؛ زادهٔ ۲۴ مارس ۱۹۷۳) بازیکن هاکی روی یخ اهل جمهوری چک بود.